# Sylvanas Windrunner
Sylvanas je fiktivní postava z Warcraft Univerza od společnosti Blizzard Entertainment. Poprvé se vyskytla ve strategické hře Warcraft III: Reign of Chaos a doposud je ve Warcraft světě její postava aktivní. Kdysi to byla ranger-generálka Silvermoonu, dokud její domovinu nenapadl princ Arthas Menethil s nemrtvým vojskem Pohromy. Byla oživena do jeho služeb a nucena jít proti vlastnímu lidu. Nakonec se jí však povedlo osvobodit a společně s mnoha dalšími nemrtvými se vyjmula vůli Krále Lichů a pojmenovala své nemrtvé jako Opuštěné, rasa svobodně myslících nemrtvých. Hnána myšlenkou pomsty tak započal její nový osud, jako Královna Opuštěných. Je také známa jako "Královna Smrtonošek" nebo také "Temná Paní". Sylvanas se stala jednou z nejoblíbenějších a nejznámějších postav Warcraft Univerza. Její postavu dabuje Piera Coppola.

## Příběh

### Před událostmi World of Warcraft
Sylvanas byla za života vysokou elfkou z Quel´Thalasu. Narodila se do rodiny Windrunnerů a měla dvě sestry, Allerii a Vereesu a bratra Liratha. Společně se svými sestrami se přidala k Rangerům a brzy se stala Ranger-Generálkou Quel´Thalasu. Za Druhé války úspěšně vedla obranu elfské říše před Starou Hordou, reprezentovanou převážně lesními troly pod vedením Zul´jina. Poté se stala definitivně hlavní obránkyní Quel´Thalasu.
Když se princ Arthas stal služebníkem krále lichů a zahájil invazi do Quel'Thalasu, byla to právě Sylvanas, která vedla obranu. Dlouhou se jí dařilo zdržovat postup Pohromy, ale nakonec byla poražena. Arthas, nepříčetný její zarputilostí a problémy, které mu způsobila, ji odmítl prostě zabít a učinil z ní nemrtvou banshee, otrokyni vůle krále lichů.
Krátce po porážce Plamenné legie na hoře Hyjal pokračovali Arthas, Sylvanas a Kel'Thuzad ve vyhlazování zbytků lidí v Lordaeronu, avšak v důsledku neúspěšného útoku Illidana Stormrage na ledové vězení, ve kterém byl uložen král lichů, slábne vliv vůle jmenovaného na Sylvanas. Ta a značná část nemrtvých Pohromy se osvobodí a Sylvanas, hnána touhou pomstít se za tu zrůdnost, kterou ji Arthas způsobil, připraví na Arthase past. Tomu se sice podaří za pomocí Kel'Thuzada uniknout, ale nemá čas na odvetu, protože musí spěchat do Northrendu na pomoc svému pánovi, králi lichů.
Sylvanas se podaří zajmout Varimathrase a ten výměnou za svůj život, zabije dva své bratry, pány děsů Balnazzara a Detheroca. Sylvanas následně dokončí stavbu Undercity - podzemního města pod bývalým hlavním městem Lordaeronu a upevní tak svoji nadvládu nad Tirisfal Glades.

### World of Warcraft
Sylvanas nyní již jako královna Opuštěných měla v rukách část Lordaeronu v čele s Hlavním městem. Nicméně aby mohla dosáhnout své pomsty vůči Králi Lichů a vůbec, aby se ona a její nemrtvý udrželi ve světě rozhodla se požádat o vstup do Thrallovy Hordy. Rasy Hordy byly spíše proti přijetí nemrtvých, ale Taureni požádali Thralla, aby Opuštěné přece jen přijal. Taureni chtěli pomoci nemrtvým najít lék proti jejich strašnému osudu. Thrall nakonec i přes nejistotu zda dělá dobře, nemrtvé přijal. Od té doby byli Opuštění součástí Hordy.

### WoW: The Burning Crusade
Během událostí datadisku The Burning Crusade(ve zkratce "TBC") našli průzkumníci nemrtvé královny v poničeném a pohromou dotčeném Quel´Thalasu žijící Krvavé elfy. Jakmile se to Sylvanas dozvěděla, vyslala do Silvermoonu posla ve snaze navázat spolupráci. Krvaví elfové, dříve Vysocí elfové souhlasili se spoluprací a Sylvanas v reakci na to vyslala jednotku nemrtvých aby pomáhali elfům v oblasti Ghostlands proti nemrtvé Pohromě. Nakonec se Sylvanas u náčelníka Thralla přimluvila za krvavé elfy, aby byli přijati do Hordy. A tak se i stalo.
Při výpravě na Outland vyslala Sylvanas mnoho svých lékárníků (nemrtví výzkumníci), aby se pokusili najít na světě démonů užitečnosti, které by pomohly Opuštěným v jejich rozvoji, nemoci, ale i pomstě. Např. ovládnutí duchů mrtvých rytířů Alianční výpravy na Draenor, najít možnost jak ovládat démony nebo najít již zmíněný lék, který by nemrtvé přeměnil zpět na živé bytosti. Naprostá většina těchto pokusů se nepovedla.

### WoW: The Wrath of the Lich King
Tento datadisk započal úderem Pohromy na Azeroth a všechna velká města Hordy i Aliance. Přes nakažené dodávky obilí se podařilo Králi Lichů vyvolat paniku a také převrátit na ruby vedoucí síly obou frakcí. Na štěstí přišel nemrtvý lékárník Putress na lék proti tomuto moru, čímž zachránil prakticky celý živý Azeroth.
V reakci na tento podlý útok se Horda i Aliance rozhodli vyslat na Northrend své vlastní expedice s cílem porazit Krále Lichů, Arthase. Sylvanas a její Opuštění naplnění touhou pomstít se tomu, kdo jim vzal jejich lidské životy vytvořili své vlastní expediční síly oddělené od zbytku Hordy. Tyto jednotky si dali název "Ruka Pomsty"(v org. The Hand of Vengeance) a vyrazili na Northrend, vylodili se v oblasti známé jako "Howling Fjord". Zde vystavěli několik základen a nakonec porazili i zdejšího krále rasy Vrykulů, kteří uctívali Krále Lichů jako boha smrti. Odtud se probojovali až do oblasti Dragonshrine, kde se spojili se zbytkem expedice.
Poté, co se probojovali až na sever této oblasti, k bráně do Icecrown Citadel, "Wrathgate" se rozhodl vést Hordu do boje Dranosh Saurfang, syn svého slavného otce a připojit se k Aliančním vojskům, které před bránou již bojovali. Nu vypadalo to, že mají živý navrch, nakonec vyšel z Citadely i samotný Arthas. Schylovalo se k finálnímu boji když v tom najednou se stalo něco co nikdo přítomný nečekal. Z dálky na pahorku nad bojištěm se ozval zlomyslný hlas, v čemž slíbil pomstu Arthasovi, mrtvým ale i živým a vydával se za Opuštěného od Sylvanas. V tom se od této postavy vystřelili z katapultů jakési sudy se zeleným plynem přímo na bojiště. Byl to otravný plyn, zabíjejíc živé i nemrtvé, nikdo z přítomných nepřežil, až na Arthase, který se otrávený vrátil do své pevnosti. Následně přiletěli draci z červené dračí letky a spálili tento plyn i těla mrtvých, aby se nemohl plyn dále šířit.
Protože se dotyčná osoba představila jako Opuštěný vyslaný od Sylvanas, rozhodla se Aliance v rámci tohoto "podrazu" dobýt Undercity a Lordaeron z podrůčí Sylvanas. Nicméně pravda byla jiná. V Undercity vzniklo povstání vedené démonem Varimathrasem a lékárníkem Putressem, který byl i onou záhadnou postavou u Wrathgate. Sylvanas a její věrný stihli utéci z Undercity a Sylvanas samotná ihned vycestovala do hlavního města Hordy, Orgrimmaru, kde na kolenou prosila náčelníka Thralla, aby jí pomohl dobýt její milovaný město zpět. Ten souhlasil a ihned začal společně s Vol'jinem vypracovávat plán na znovudobytí Undercity zpět do rukou Hordy.
Sylvanas, Thrall a Vol'jin se následně vydali do Tirisfal Glades, aby co nejrychleji dobyli město zpět. Když vstoupili do města, již bylo plné démonů, které Varimathras vyvolal. Přes všechny tyto nepřátele se hrdinové probili a nakonec porazili i samotného Varimathrase, který se zrovna chystal otevřít portál pro Plamennou Legii. Na konci ještě vstoupili do Královské místnosti Varian s aliančními rytíři s tím, že to s Hordou skončí teď a tady. Naštěstí jej Jaina Proudmoore teleportovala zpět do Stormwindu. A tak Sylvanas znovu usedla na svůj smutný trůn, tentokrát však pod dohledem speciálních orkských jednotek "Kor´kron", aby se podobná událost neopakovala. Tím ale pomsta neskončila, Sylvanas plná nenávisti vůči Králi Lichů se vydá za svými nemrtvými do Northrendu a povede je přímo do Icecrown Citadel, aby vykonala svou ale i jejího lidu pomstu.